# Sandefjord BK
Sandefjord BK (vollständig Sandefjord Badmintonklubb) ist ein norwegischer Badmintonverein aus Sandefjord.

## Geschichte
Der reine Badmintonklub wurde am 13. Oktober 1948 gegründet. Er ist der erfolgreichste Verein Norwegens in der Sportart Badminton. 1955 siegte man bei den erstmals ausgetragenen norwegischen Badmintonmannschaftsmeisterschaften. Bis 2003 folgten 18 weitere Titelgewinne. Der Verein startete mehrfach im Europapokal.

## Spieler
- Hans Sperre
- Hans Sperre jr.